# Дафра
Дафра (фр. Dafra) — деревня и супрефектура в Чаде, расположенная на территории региона Танджиле. Входит в состав департамента Западное Танджиле.

## География
Деревня находится в юго-западной части Чада, к западу от реки Танджиле, на расстоянии приблизительно 339 километров к юго-юго-востоку (SSE) от столицы страны Нджамены. Абсолютная высота — 508 метров над уровнем моря.

## Население
По данным официальной переписи 2009 года численность населения Дафры составляла 47 643 человека (22 475 мужчин и 25 168 женщин). Население супрефектуры по возрастному диапазону распределилось следующим образом: 52,1 % — жители младше 15 лет, 44,3 % — между 15 и 59 годами и 3,6 % — в возрасте 60 лет и старше.

## Транспорт
Ближайший аэропорт расположен в городе Кело.